# Möckernkiez

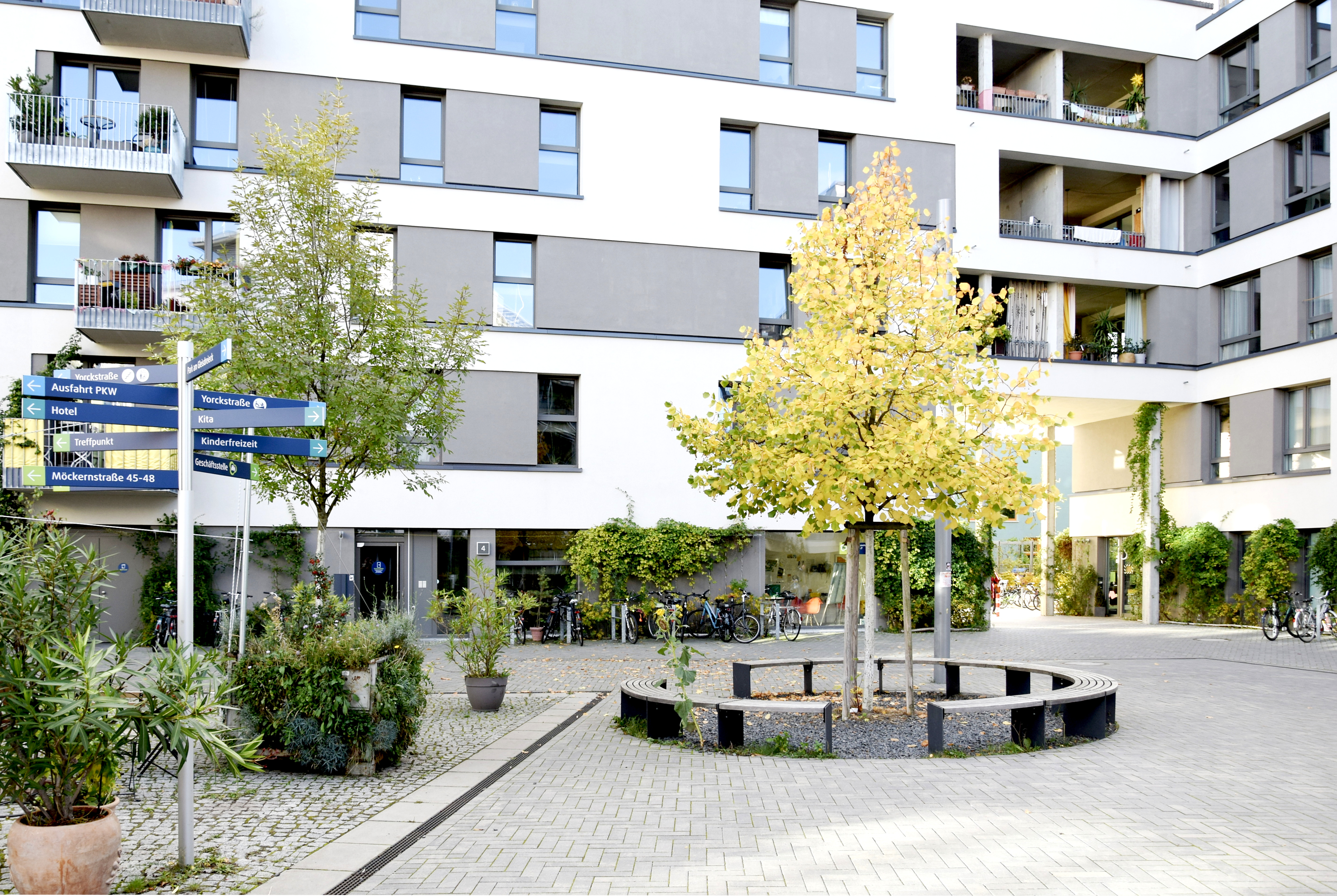
Kiezplatz im Möckernkiez

Der Möckernkiez ist ein genossenschaftliches Wohnquartier in Berlin-Kreuzberg.

## Beschreibung
Der Möckernkiez ist ein autofreies Quartier zwischen der Yorckstraße, der Möckernstraße und dem Park am Gleisdreieck in Berlin-Kreuzberg. Auf dem Areal befinden sich neben 14 Wohngebäuden ein Hotel, eine Kinderfreizeit, Restaurants, eine Kita, ein Supermarkt, andere Gewerbeflächen und Gemeinschaftsräume. Die gleichnamige Möckernkiez Genossenschaft vermietet die 471 Wohnungen an ihre Mitglieder. Insgesamt wohnen etwa 1000 Menschen im Möckernkiez.
Der Möckernkiez hat sich als Ziel gesetzt ökologisches und gemeinschaftliches Wohnen zu ermöglichen. Dafür wurden die Gebäude barrierearm und mit hohen Energieeffizienzstandards errichtet. Der Kiez wird durch ein Blockheizkraftwerk über ein Nahwärmenetz mit Wärme versorgt. Photovoltaikanlagen auf den Dächern ergänzen die Stromversorgung.
Spezielle Grundrisse (Cluster-Wohnung) sowie gemeinschaftlich genutzte Räume, Dachterrassen und Höfe ermöglichen sozialen Austausch in der Nachbarschaft. Der gemeinnützige Verein Möckernkiez e.V. betreibt einen Treffpunkt mit Café, Veranstaltungsraum und Werkstatt.
Der Möckernkiez versteht sich als selbstverwaltetes Wohnprojekt, in dem demokratische Mitbestimmung über Vertreter der Hausgruppen in einem Beirat sowie die Mitgliederversammlung der Genossenschaft organisiert ist.

## Geschichte
Der Möckernkiez geht auf eine nachbarschaftliche Initiative aus dem Jahr 2007 zurück. 2008 wurde der Möckernkiez Verein gegründet, 2010 gelang es den Initiatoren das Gelände am Gleisdreieckpark mit der neu gegründeten Genossenschaft zu erwerben. In Arbeitsgruppen wurde mit den Planungen begonnen. 2014 erfolgten erste Bauarbeiten, die aber bald aufgrund von Finanzierungsschwierigkeiten gestoppt werden mussten. Daraufhin kam es zu Umstrukturierungen im Vorstand und bei der Bautätigkeit. Die Wohnungen wurden 2018 fertiggestellt.